# Station Parczew
Station Parczew is een spoorwegstation in de Poolse plaats Parczew.